# Йоцуґана

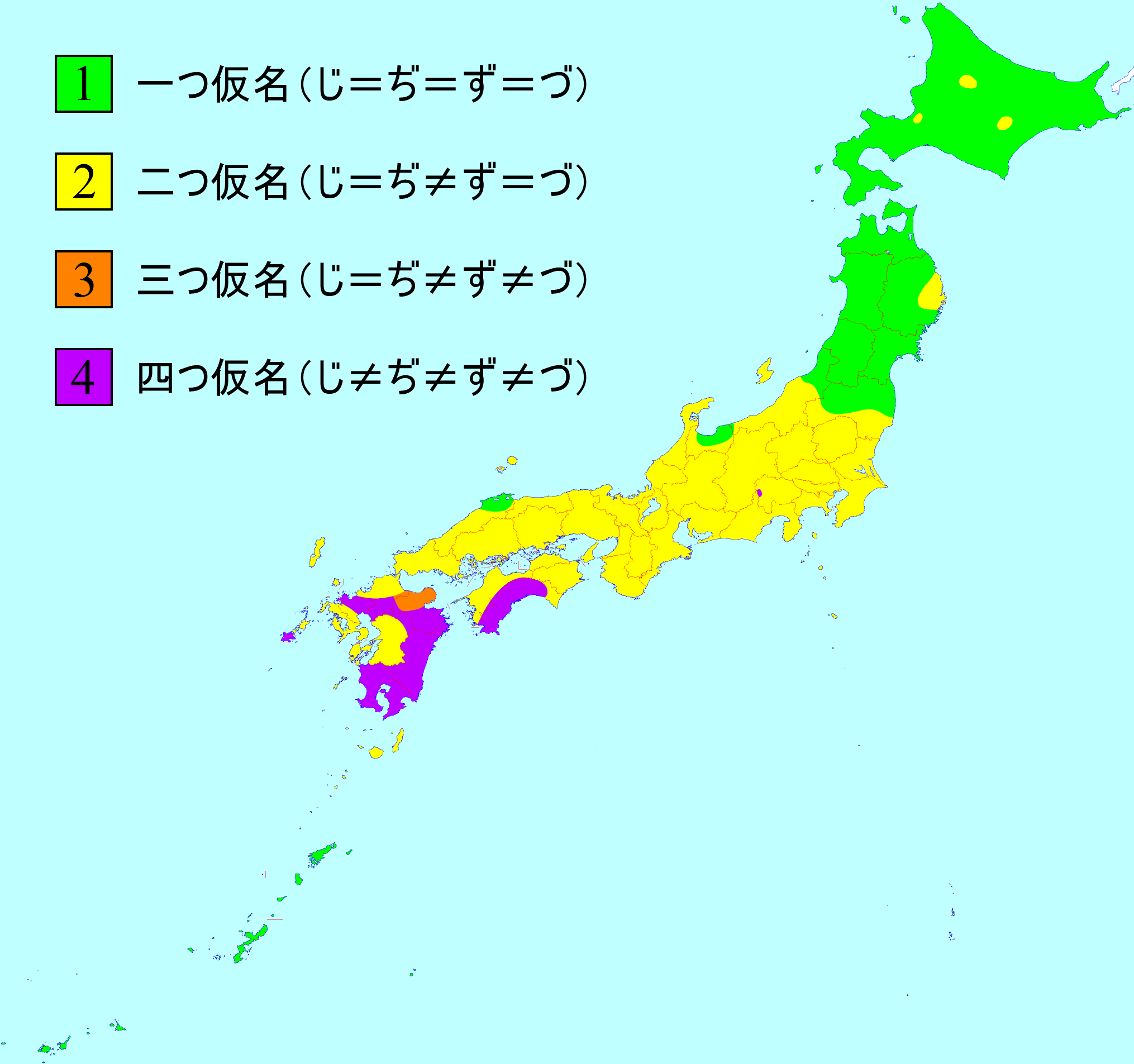
Скільки звуків з 4 кан йоцуґана розрізняють у різних регіонах:
1 звук (じ = ぢ = ず = づ)
2 звуки (じ = ぢ ≠ ず = づ)
3 звуки (じ = ぢ ≠ ず ≠ づ)
4 звуки (じ ≠ ぢ ≠ ず ≠ づ)

Йоцуґана (яп. 四つ仮名, «Чотири кани») — чотири кани, а саме じ, ぢ, ず, づ, що в деяких діалектах японської мови мають подібне чи різне звучання. У минулому ці чотири дзвінкі склади вимовлялись по різному, але із часом у деяких діалектах вимова деяких з них стала однаковою.

## Розрізнення в сучасних діалектах
У наступній столиці наведено вимови йоцуґана в різних діалектах японської:
| Діалекти              | ぢ                    | じ                    | づ                      | ず                      |
| --------------------- | --------------------- | --------------------- | ----------------------- | ----------------------- |
| Токіо (літературний)  | [d͡ʑi] ~ [ʑi] (джі/жі) | [d͡ʑi] ~ [ʑi] (джі/жі) | [d͡zɯᵝ] ~ [zɯᵝ] (дзу/зу) | [d͡zɯᵝ] ~ [zɯᵝ] (дзу/зу) |
| Північ Тохоку, Ідзумо | [d͡ʑi] (джі)           | [d͡ʑi] (джі)           | [d͡ʑi] (джі)             | [d͡ʑi] (джі)             |
| Південь Тохоку        | [d͡zɯᵝ] (дзу)          | [d͡zɯᵝ] (дзу)          | [d͡zɯᵝ] (дзу)            | [d͡zɯᵝ] (дзу)            |
| Кочі (Хата)           | [di] ~ [dᶻi]          | [ʑi]                  | [dɯᵝ] ~ [dᶻɯᵝ]          | [zɯᵝ]                   |
| Каґошіма              | [d͡ʑi]                 | [ʑi]                  | [d͡zɯᵝ]                  | [zɯᵝ]                   |
| Окінава               | [d͡ʑi]                 | [d͡ʑi]                 | [d͡ʑi]                   | [d͡ʑi]                   |